# Нільс Тірен
Нільс Тірен (швед. Nils Tirén; 1885–1935) — шведський художник-анімаліст.

## Біографія
Народився 19 серпня 1885 року в Швеції в містечку Овікен в родині художників Югана і Герди Тірен. У Нільса було ще три молодших сестри: Христина, яка теж стала відомою художницею; Карін і Єва-Елізабет присвятили себе музиці.
Закінчив Королівську академію вільних мистецтв в Стокгольмі.
Працюючи в жанрі анімалізму, став відомий своїми ілюстраціями для шкільних плакатів, на яких зображував тварин і птахів.
Помер в березні 1935 року і був похований 24 березня на церковному кладовищі приходу Ланна поблизу ферми Триста в Пеннінгбю.

## Галерея

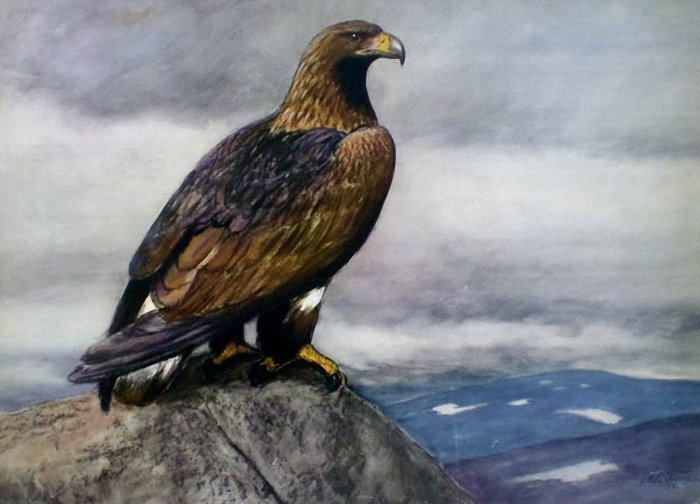
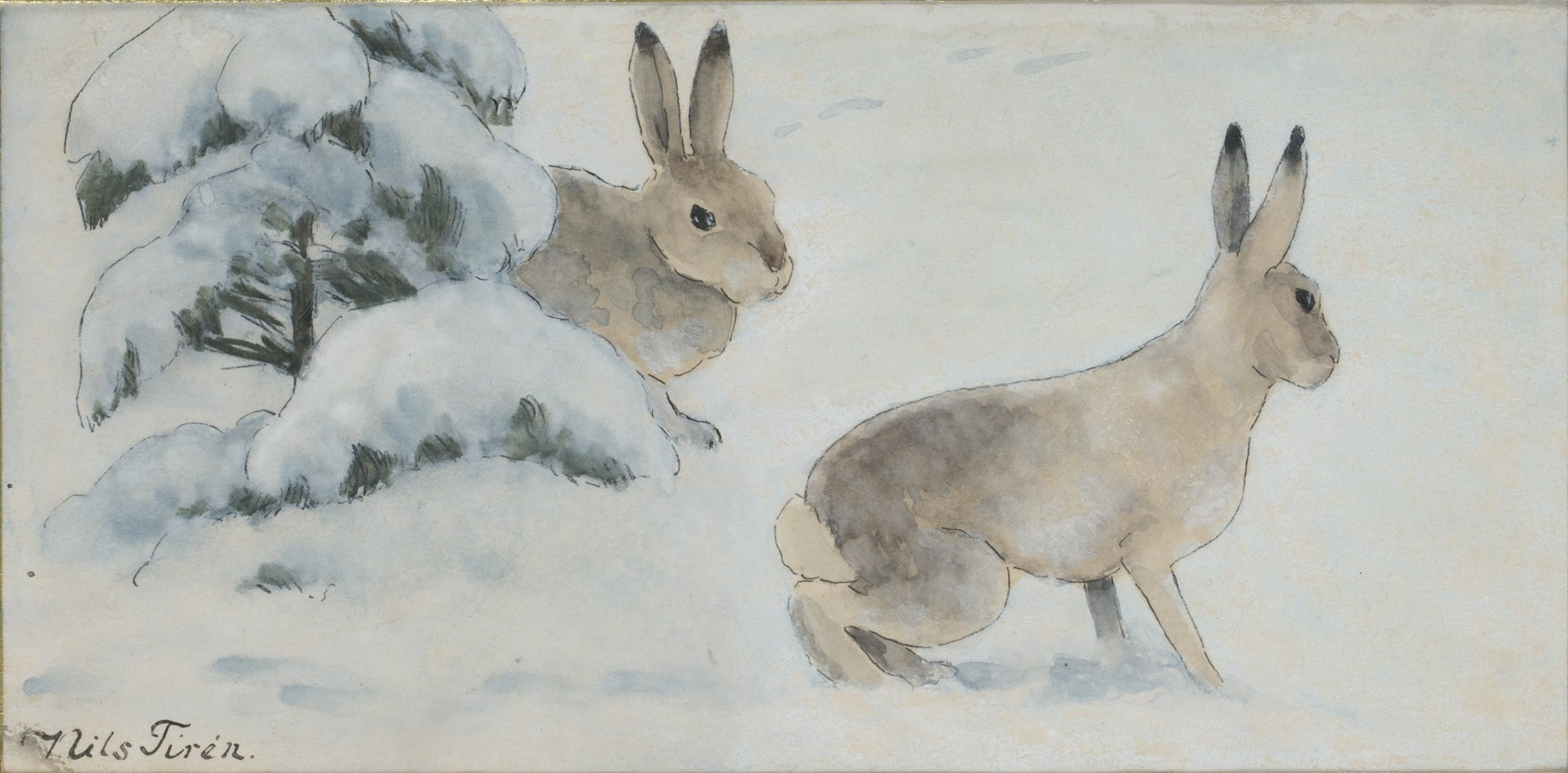
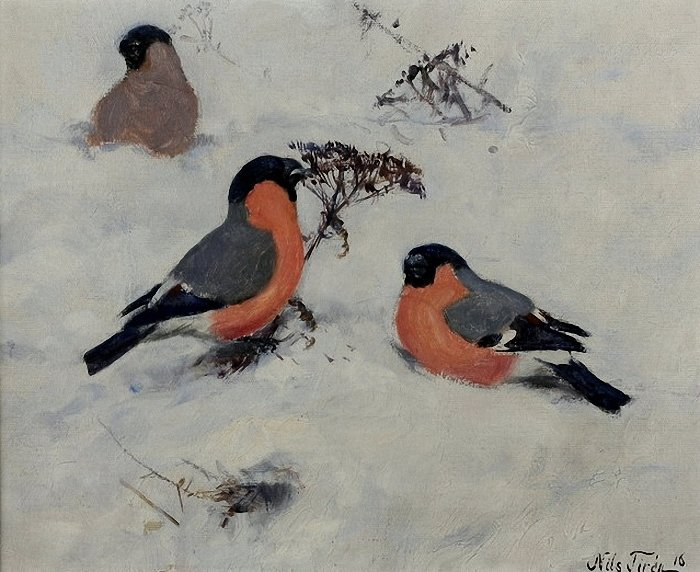
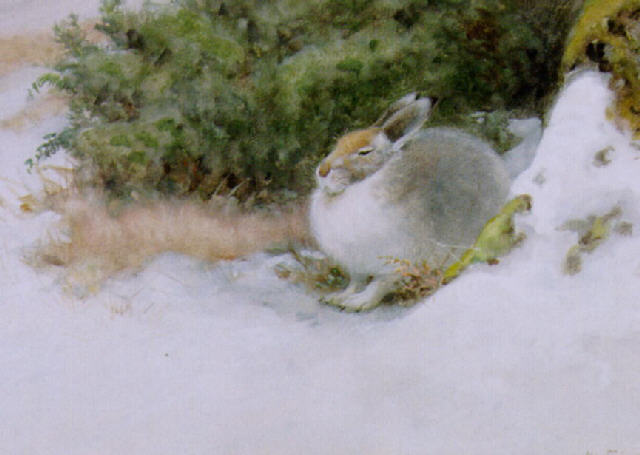